# Сідні Мінц
Сідні Вілфред Мінц (англ. Sidney Wilfred Mintz; 16 листопада 1922 — 27 грудня 2015) — американський антрополог, найбільш відомий своїми дослідженнями Карибського басейну, креолізації та антропології харчування, зокрема зв'язку виробництва солодощів, рабства і глобального капіталізму. У кінці 1940-х років проводив польові етнографічні дослідження серед робітників плантацій цукрової тростини в Пуерто-Рико, а згодом також на Гаїті та Ямайці. Його монографія про історію цукру «Солодощі і влада» є одним із найбільш впливових видань у культурній антропології та харчових дослідженнях.

## Біографія
Народився у Довері, Нью-Джерсі в родині східноєвропейських євреїв, які іммігрували до США на межі століть та оселилися в Нью-Йорку. Батько був нью-йоркським торговцем, власником ресторану (до Великої депресії) та кухарем. Мати — швачкою і активісткою Індустріальних робітників світу.
Навчався в Бруклінському коледжі, отримавши ступінь бакалавра в галузі психології у 1943 році. Після короткої служби у Військово-повітряних силах США наприкінці Другої Світової війни, вступив на докторантуру з антропології в Колумбійському університеті, де написав дисертацію працівників плантацій цукрової тростини в Санта-Ісабель (Пуерто-Рико), під керівництвом Джуліана Стюарда і Рут Бенедикт. В університеті Мінц належав до групи студентів, яка сформувалася навколо Стюарда і Бенедикт, і була відома як «Mundial Upheaval Society». Це були переважно ветерани війни лівих поглядів, що цікавилися питаннями влади, держави й нерівності. Багато з них стали видатними антропологами, зокрема Марвін Харріс, Ерік Вульф, Мортон Фрід, Стенлі Даймонд, Роберт Меннерс, і Роберт Ф. Мерфі.
Був членом Американського етнологічного товариства і його головою в 19680-1969 роках, членом Американської антропологічної асоціації і Королівського антропологічного Інституту Великої Британії та Ірландії.
Працював викладачем у Сіті-коледжі Університету Нью-Йорка у 1950 році, в Колумбійському університеті в 1951 році, і в Єльському Університеті у 1951—1974 рр., де з 1963 року був професором. В 1974 році допоміг заснувати факультет антропології в університеті Джонса Хопкінса, після чого працював там до кінця кар'єри. Був запрошеним професором в Массачусетському технологічному інституті (в 1964-65 навч. році), Колеж де Франс (Париж) та ін.
Помер 26 грудня 2015 року у віці 94 років, після важкої травми голови, яку отримав у результаті падіння.

## Праці
- Mintz, Sidney W. (1960). Worker in the Cane: A Puerto Rican Life History. New Haven: Yale University Press.
- Mintz, Sidney W. (1974). Caribbean Transformations. Chicago: Aldine.
- Mintz, Sidney W. (1985). Sweetness and Power: The Place of Sugar in Modern History. New York: Viking.
- Mintz, Sidney W. (1996).Tasting Food, Tasting Freedom: Excursions into Eating, Culture, and the Past. Boston: Beacon Press.
- Mintz, Sidney W. and Richard Price. (1992). The Birth of African-American Culture: An Anthropological Approach. Boston: Beacon Press.